# Arvid de Kleijn
Arvid de Kleijn (Herveld, 21 maart 1994) is een Nederlandse wielrenner die in 2023 voor Tudor Pro Cycling Team uitkomt.

## Carrière
In 2014 won Arvid de Kleijn in het voorjaar twee wedstrijden in de serie van het Kempenklassement. De toen 20-jarige Arvid de Kleijn bleek al snel over sterke sprinterbenen te beschikken. Nadat hij vroeg in het jaar al de Meeùs Race in Lierop op zijn naam had geschreven, herhaalde hij die prestatie in de openingswedstrijd van het Kempenklassement. Op de Valkenswaardse markt was hij sneller dan Mitcell Huenders en Koos Jeroen Kers, zijn naast concurrenten uit een negen mans kopgroep. In de Grote Ronde van Gerwen moest De Kleijn zijn leidersplaats even aan Koos Jeroen Kers afstaan. Met respectievelijk de 5e en de 9e plek in de individuele tijdrit en het criterium handhaafde hij zich vooraan in het klassement. Dat de koersen in Brabant hem goed bleken te liggen, bewees de Gelderlander, klein van naam en postuur, vervolgens in de Ronde van Hilvarenbeek die in Haghorst werd verreden. Samen met Thomas Rabou, Tim de Beer en Lars van de Vall dubbelde hij het peloton om zijn medevluchters op de eindstreep in de genoemde volgorde achter zich te houden. Opnieuw kreeg hij daarmee het groene leiderstricot van Baby-Dump om de schouders. Later in dat seizoen 2014 zou De Kleijn alleen nog in de Ronde Om de Gele Trui van Duizel acte de présence geven. Zijn 12e plek volstond lang niet om nog om de eindwinst in het klassement mee te spelen. Marco Brus werd eindwinnaar, De Kleijn eindigde als 8e in totaal en verruilde zijn Crowford sponsorkleding voor die van Jo Piels, het team dat in die jaren nog volop meetelde in het continentale wielercircuit. In de twee seizoenen die volgden boekte hij in 2016 als mooiste zege die in Parijs-Tours voor beloften. In 2017 werd hij ingelijfd door de Kempische Baby-Dump ploeg. De ereplaatsen begonnen zich aaneen te rijgen. Een twintigtal top tien klasseringen met daarbij zeges in een etappe van de Franse Loir-et-Cher, de Vlaams/Antwerpse Havenpijl, en in het sprintgeweld tegen de wielerprofs in de Sluitingsprijs van Putte-Kapellen.
Baby-Dump stopte in 2018 als sponsorteam, De Kleijn vond zijn plaats in de Metec ploeg van Adri van Houwelingen. Een seizoen met veel blessures volgde, maar in 2019 kon hij al vroeg in het jaar na een etappezege in de Ronde van Normandië melden: “Ik heb hard gewerkt om mezelf klaar te maken voor dit seizoen en het is heel mooi dat ik kan laten zien dat ik er weer ben.” De 25-jarige sprinter won niet alleen een etappe in de Franse rittenkoers, ook eindigde hij alle dagen bij de eerste tien in de daguitslag, wat hem een tweede plaats in het eindklassement opleverde. En in de Franse Tour du Loir et Cher was het met een etappezege opnieuw raak voor de Gelderlander. Hij won ook de Midden-Brabant Poort Omloop in Dongen. In de week die volgde eindigde De Kleijn in de laatste etappe van de ZLM Tour van Eindhoven naar Tilburg op een mooie vierde plaats achter de topsprinters Caleb Ewan (Lotto-Soudal), de Duitser Max Walscheidt (Team Sunweb) en Dylan Groenewegen (Jumbo-Visma). Een alleszins prima prestatie in dat sprintgeweld. Zijn vierde UCI-zege van het seizoen boekte hij in een wedstrijd in Polen. En nog hield het niet op: sprintzeges volgden onder meer in Bretagne (Kreiz Breizh), de Belgische Druivenkoers van Overijse en in Olympia’s Tour door Nederland.
Een profcontract volgde bij het Deense UCI ProTeam (PRT) Riwal Readynez Cycling Team. De Kleijn liet zich gelden met een 3e plek in een etappe van de Tour of Saudi-Arabia. Daarna volgde Classica de Almeria. “Daar ging ik helaas onderuit en brak ik vier ribben. Dat was half februari. Toen ik aan het herstellen was en langzaamaan weer richting wedstrijden ging, kwam corona. In eerste instantie denk je: mwah, best prettig zo’n twee à drie weken even goed herstellen en rusten. Inmiddels zitten we nog steeds middenin het corona-gedoe,” meldde hij onlangs in een interview met ‘In de Leiderstrui’. Wel werd De Kleijn nog vierde in een etappe van de Franse Route d’Occitanie, eenzelfde plek die hij aan de eindstreep van een rit in de Ronde van het Waalse Gewest bezette. Hij stond nog op het 3e treetje van het podium in de Gooikse Pijl nadat er in België ondanks de coronapandemie weer wedstrijden mogelijk werden. Ook in de Scheldeprijs bemoeide hij zich in het sprintgeweld, wat een 7e plaats in de uitslag opleverde. Intussen was komen vast te staan dat de coronacrisis het einde van de Deense profploeg van Arvid de Kleijn in zicht bracht. De Gelderse profcoureur tekende voor 2021 een contract bij het Amerikaanse team Rally Cycling. “We hebben in december een trainingskamp in Californië. Ik kan daar door corona en vanwege quarantaine niet heen. In de omgeving van Girona heeft het team een huisje. Daar bouw ik een trainingskamp op. Met Kerst en Oud en Nieuw kom ik even terug naar Nederland. In januari heeft Rally Cycling in Spanje een trainingskamp. Hopelijk kunnen we dan ook weer de eerste wedstrijden rijden. Ik voel mij met 26 jaar nog een jonge renner. Krijg net baardgroei. In dit wielerjaar stagneren corona en de afgelastingen de groei van renners en teams. Elke sporter had in 2020 te maken met een rem op zijn ontwikkeling. En ook in de maatschappij staan jongeren nu nog steeds stil.” In 2022 reed hij voor Human Powered Health en in 2023 voor Tudor Pro Cycling Team.

## Overwinningen
2016
Parijs-Tours, Beloften
2017
3e etappe Ronde van Loir-et-Cher
Antwerpse Havenpijl
Nationale Sluitingsprijs
2019
3e etappe Ronde van Normandië
3e etappe Ronde van Loir-et-Cher
Puntenklassement Ronde van Loir-et-Cher
Midden-Brabant Poort Omloop
1e etappe Koers van de Olympische Solidariteit
4e etappe Kreiz Breizh Elites
Druivenkoers Overijse
3e etappe Olympia's Tour
2021
1e etappe Ronde van Turkije
Route Adélie de Vitré
2022
1e etappe Vierdaagse van Duinkerke
2023
Milaan-Turijn
4e etappe Boucles de la Mayenne
3e etappe Ster ZLM Toer
4e etappe Ronde van Duitsland
1e en 6e etappe Ronde van Langkawi
Puntenklassement Ronde van Langkawi
2024
2e etappe Parijs-Nice
Grote Prijs van Fourmies
GP van Isbergues
4e en 5e etappe Ronde van Langkawi

## Resultaten in voornaamste wedstrijden
|      | \| Jaar \| Scheldeprijs \| Parijs-Tours \| Milaan-Turijn \| \| ---- \| ------------ \| ------------ \| ------------- \| \| 2020 \| 7e \| 82e \| \| \| 2021 \| 41e \| \| \| \| 2022 \| \| \| \| \| 2023 \| \| \| ↑ \| |              |               |
| Jaar | Scheldeprijs | Parijs-Tours | Milaan-Turijn |
| 2020 | 7e | 82e          |               |
| 2021 | 41e |              |               |
| 2022 | |              |               |
| 2023 | |              | ↑             |

## Ploegen
- 2015 –  Cyclingteam Jo Piels
- 2016 –  Cyclingteam Jo Piels
- 2017 –  Baby-Dump Cyclingteam
- 2018 –  Metec-TKH Continental Cyclingteam p/b Mantel
- 2019 –  Metec-TKH Continental Cyclingteam p/b Mantel
- 2020 –  Riwal Readynez Cycling Team
- 2021 –  Rally Cycling
- 2022 –  Human Powered Health
- 2023 –  Tudor Pro Cycling Team
- 2024 –  Tudor Pro Cycling Team
- 2025 –  Tudor Pro Cycling Team

Celi · Doets · van der Duin · de Greef · Hooghiemster · Kers · de Kleijn · Korevaar · Oostra · Ottema · Sweering · Timmermans · van Sintmaartensdijk (stagiair)
Ariesen · van Bakel · van den Berg · Bouwmans · Dekker · Eising · Gmelich Meijling · Hamelink · van der Horst · de Kleijn · Krul · de Laat · de Lange · Lindenburg · Nieuwpoort · van der Tuuk
Aasvold · Bassett · Brown (tot 26/6) · Carpenter · Coté · de Kleijn · de Vos · Gibson (vanaf 6/6) · Haga · Hecht · Jensen · Joyce · King · Krul · Mannion · Murphy · Rosskopf · Swirbul · Zukowsky · Chrétien (stagiair) · Double (stagiair) · Stites (stagiair)
Bohli · Brun · Charrin · de Kleijn · J. Eriksson · L. Eriksson · Froidevaux · Heming · Kamp · Kelemen · Kluckers · Kolze Changizi · Pellaud · Pluimers · Reichenbach · Suter · Thalmann · Voisard · Wilksch (vanaf 5/8) · Wirtgen · Zijlaard
Bohli · Brenner · Brun · Charrin · Dainese · de Kleijn · J. Eriksson · L. Eriksson · Froidevaux · Heming · Kamp · Kelemen · Kluckers · Kolze Changizi · Krieger · Mayrhofer · Pellaud · Pluimers · Reichenbach · Rondel (vanaf 20/7) · Storer · Stork · Suter · Thalmann · Trentin · Voisard · Wilksch · Wirtgen · Zijlaard